# Miasto Bakar
Miasto Bakar (chorw. Grad Bakar) – jednostka administracyjna w Chorwacji, w żupanii primorsko-gorskiej. W 2011 roku liczyła 8279 mieszkańców.